# Río Coihuin
El río Coihuin es un curso natural de agua emisario del lago Chapo y desemboca en el seno de Reloncaví, al este de Puerto Montt. También es llamado rio Chamiza o río Chamizo.

## Trayecto
El río era originalmente el emisario, único, del lago Chapo, pero las aguas de este último fueron desviadas hacia el este para generar electricidad en la central hidroeléctrica Canutillar.

Central hidroeléctrica de pasada Canutillar.

## Caudal y régimen
En 1924, Risopatrón daba su caudal con unos 30 m³/s.

## Historia
Luis Risopatrón lo describe en su Diccionario jeográfico de Chile (1924):: 229 
Coihuin (Río). Nace en el extremo W del lago Chapo con el nombre de río Chamiza, corre hacia el W con un curso mui serpenteado, en un lecho obstruído de palos, abierto en las estratas sedimentarias, entre riberas que abundan en alerces i otros árboles maderables, rodeados de terrenos de cultivo i vácia sus aguas en la parte NE del seno de Reloncaví, donde las arenas volcánicas que arrastra han formado un prolongado banco; puede ser navegado por botes, con marea creciente en unos 8 kilómetros de su curso inferior. Tiene unos 21 km de largo, 590 km² de hoya hidrográfica i unos 30 m³ de agua por segundo como caudal medio.
Cuando se fundó Puerto Montt, se llamaba río Chamizo en todo su trayecto.: 181 